# Muharem Omerović
Muharem Omerović (Banja Luka, 24. mart 1940 — Zenica, 19. jun 2019) bio je bosanskohercegovački književnik.

## Biografija
Rođen je 24. marta 1940. godine u Banjoj Luci. Do Rata u BiH bio je stanovnik Doboja, a do smrti živio i radio u Zenici.
Dugo se bavio književnim stvaranjem. Još 1974. godine zastupljen je u čitankama za treći razred osnovne škole, a 1975. i u čitanci za prvi razred. Danas je zastupljen u više udžbenika za niže razrede.
Zastupljen je u tri antologije bh. književnosti: Antologija bošnjačke pripovijetke koju je priredio Abid Subašić, Antologija bošnjačke priče za djecu XX vijeka (priredio Rizo Ramić), Antologija savremene poezije za djecu autora Alije H. Dubočanina.
Napisao je preko 600 pjesama za djecu, objavjenih u nekoliko knjiga, od kojih su mnoge i izvođene u Radio-školi Radija Bosne i Hercegovine. Sarađivao je sa skoro svim listovima za djecu i omladinu u bivšoj Jugoslaviji (Politika, Tik-tak, Kurirček, Titov pionir, Modra lasta, Kuš, Male novine, Vesela sveska, Lastavica, Palčić...) i svih radio-stanica koje su emitovale program za djecu.
Dobio je 27 vrijednih jugoslovenskih nagrada.

## Objavljena djela
Poezija
- ZLATNI ZAROBLJENIK, 1971.
- DANI RASPJEVANI, 1975.
- DA ZVONE BRDA, 1978.
- NA LEĐIMA VJETRA, 1984.
- DJED JE GLAVNA FORA, 1989.
- OD SEVDAHA BOLJEG JADA NEMA (pjesme za komponovanje), 1992.
- ZBRDA-ZDOLA, 1998.
- ZELENA GODINA, 2002.
- ODREDI BOJE VJETRA, 2005.
- I BALONČEKI PUCAJU OD SMIJEHA (humoristička poezija), 2005.
- MIŠIJI PLAN I MAČKOV SAN, Udruženje književnika ZE-DO Kantona, Zenica, 2005.
- RASPITIVANJE RAHMETLIJE, Udruženje književnika ZE-DO Kantona, Zenica, 2005.
- I BALONČEKI PUCAJU OD SMIJEHA, Udruženje književnika ZE-DO Kantona, Zenica, 2005.

Proza
- SOLITERCI, 1987.
- SVAKO ZAŠTO IMA SVOJE ZATO (aforizmi), 2000.
- SOLITERCI (lektira), 2000.
- SOLITERCI ZBRDA-ZDOLA (izbor), 2000.
- SPORAZUM (slikovnica), 2000.
- ŠEHERZAD (kratke priče), 2001.
- BOSANSKI KIKOT (humorističke priče), 2002.
- RASPITIVANJE RAHMETLIJE (kratke priče), 2005.

## Spoljašnje veze
- Muharem Omerović na sajtu